# 尹卓
尹卓（1945年9月—），汉族，江西省泰和县人，生于陕西省延安市，中华人民共和国政治人物與將領，开国少将尹明亮之子，第十一届全国政协委员。中国人民解放军海军少将。央视《军情连连看》、《防务新观察》等节目嘉宾主持。
早年加入中国共产党，担任海军信息化专家咨询委员会主任。2008年，当选第十一届全国政协委员，代表科学技术界，分入第二十九组。

## 家庭
父亲尹明亮（1915-1999），是中华人民共和国开国少将之一，曾任福州军区副政委。